# Rivière
Pour les articles homonymes, voir Rivière (homonymie).

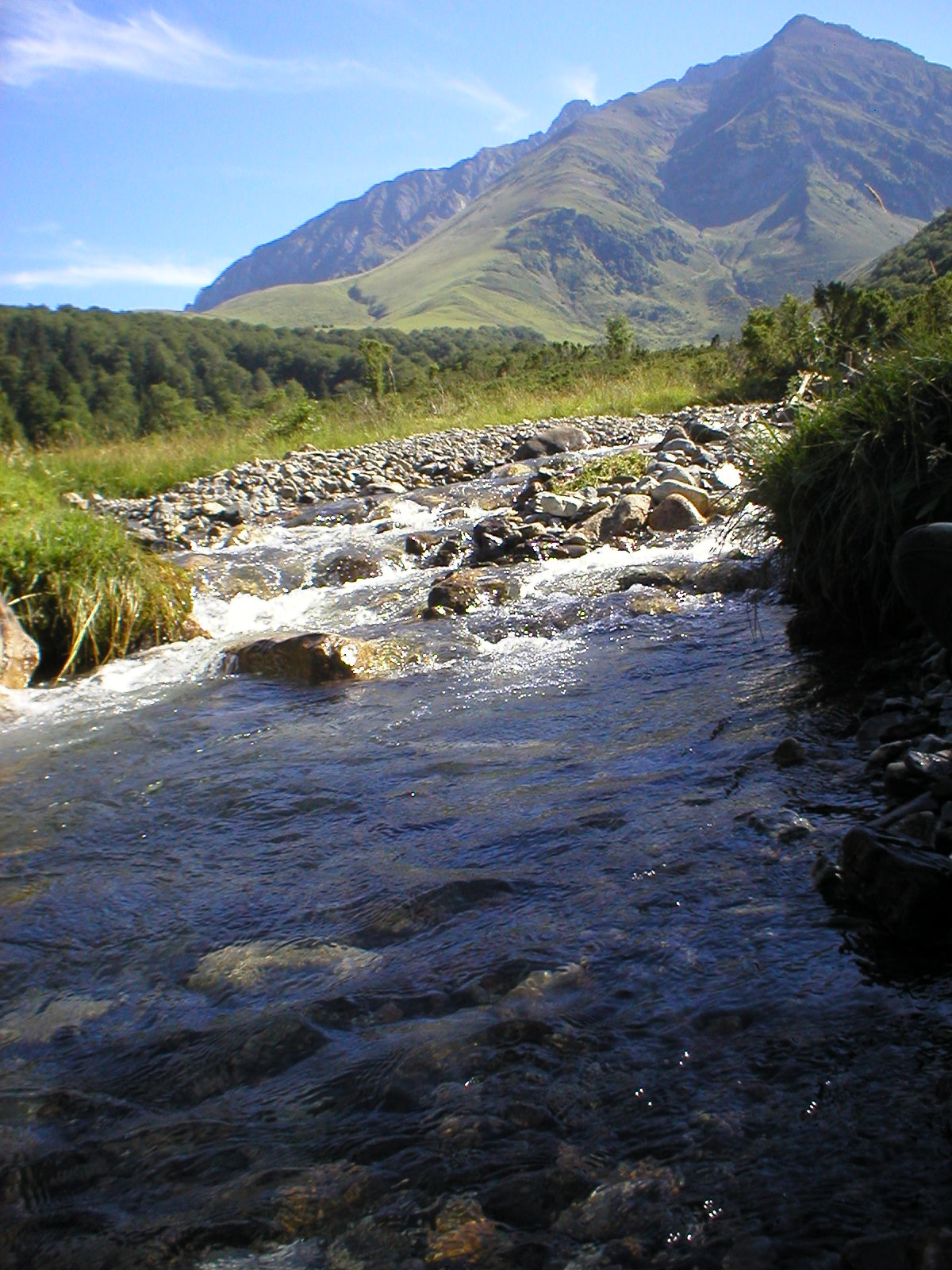
Après le torrent se forme la rivière (Hautes-Pyrénées).

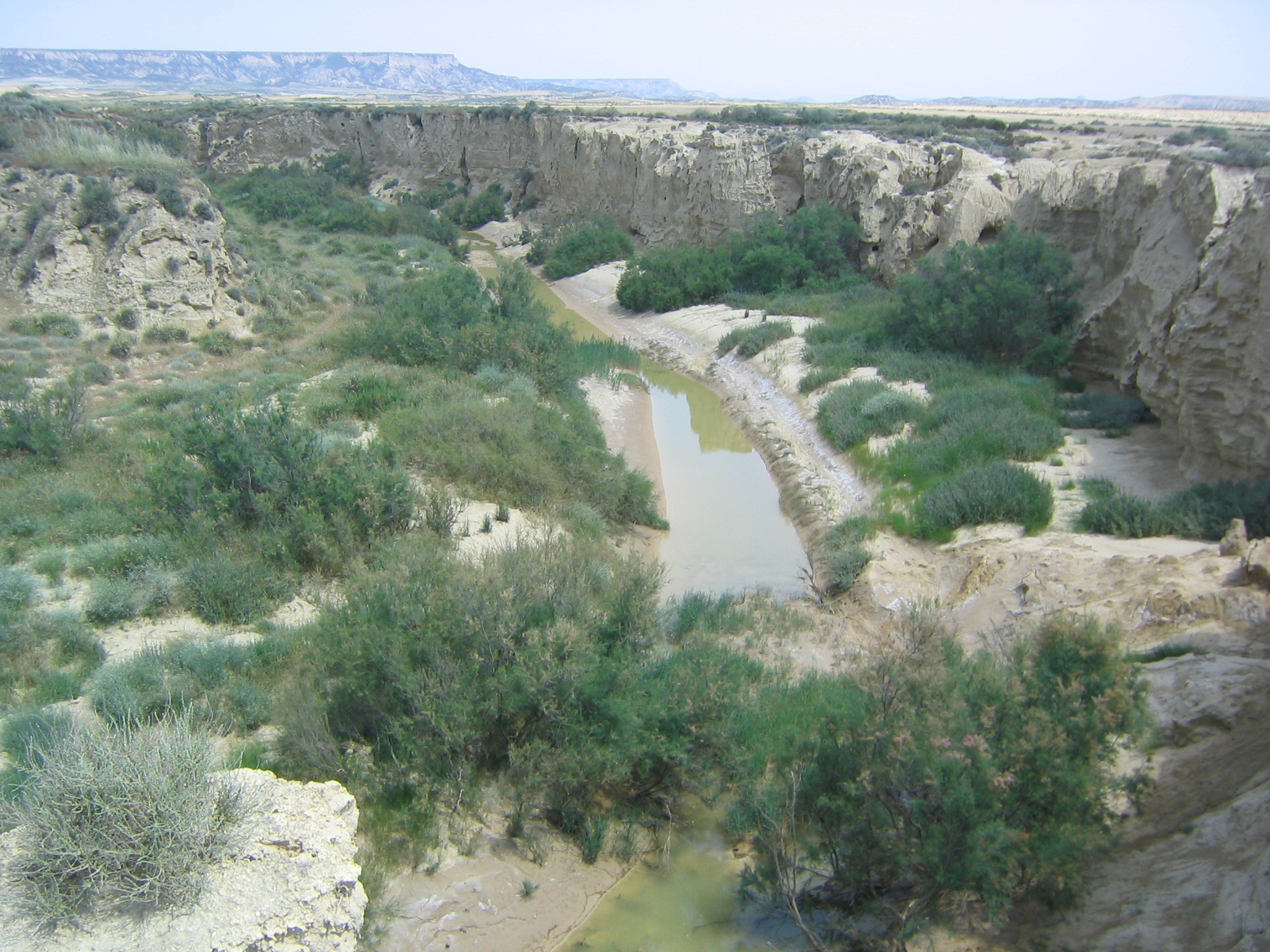
Phénomène de surcreusement du lit majeur, pouvant participer à un phénomène d'aridification, le niveau piézométrique de la nappe descendant avec celui de la rivière (Bardenas Reales).

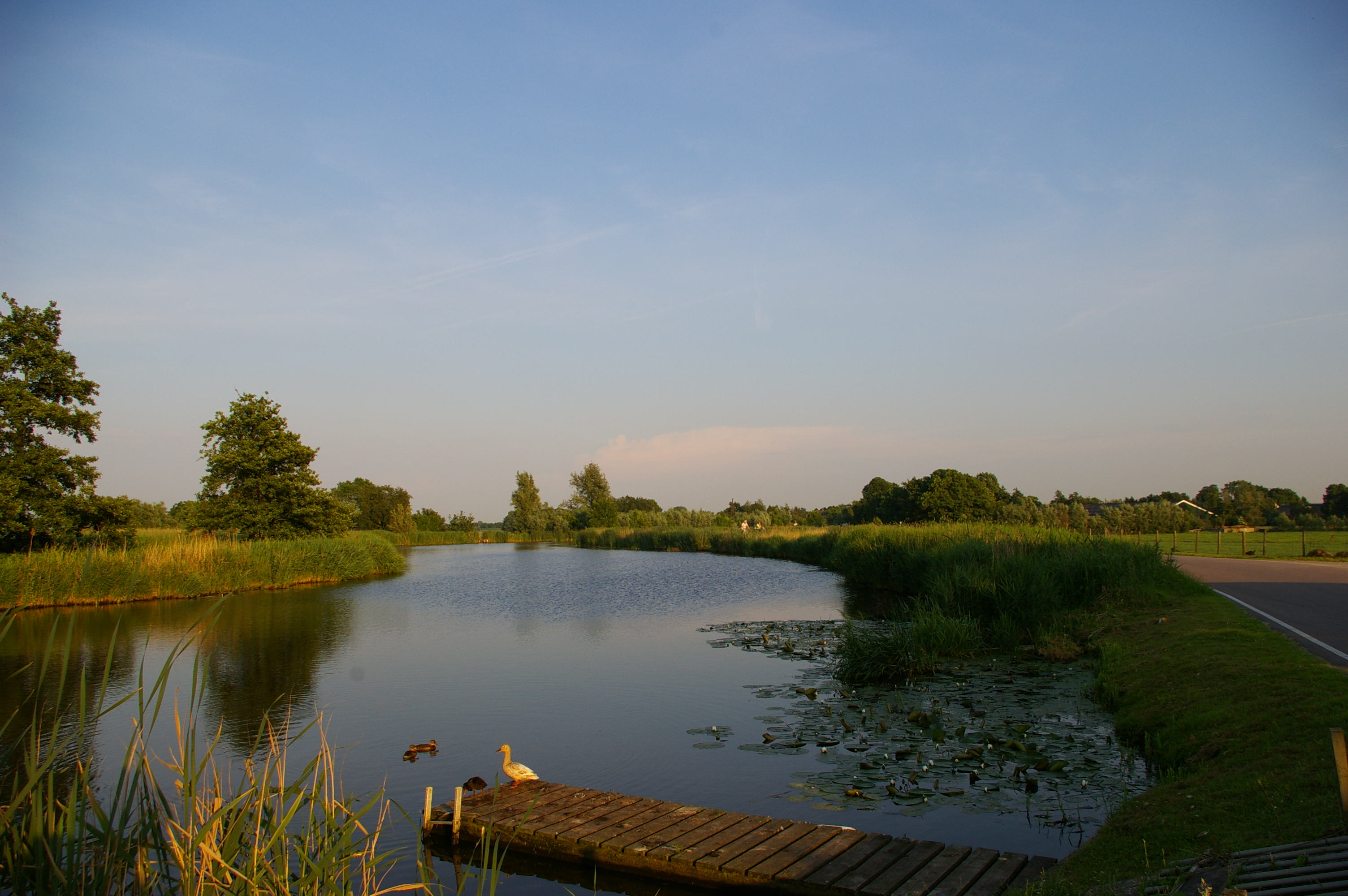
Le Waver (Pays-Bas).

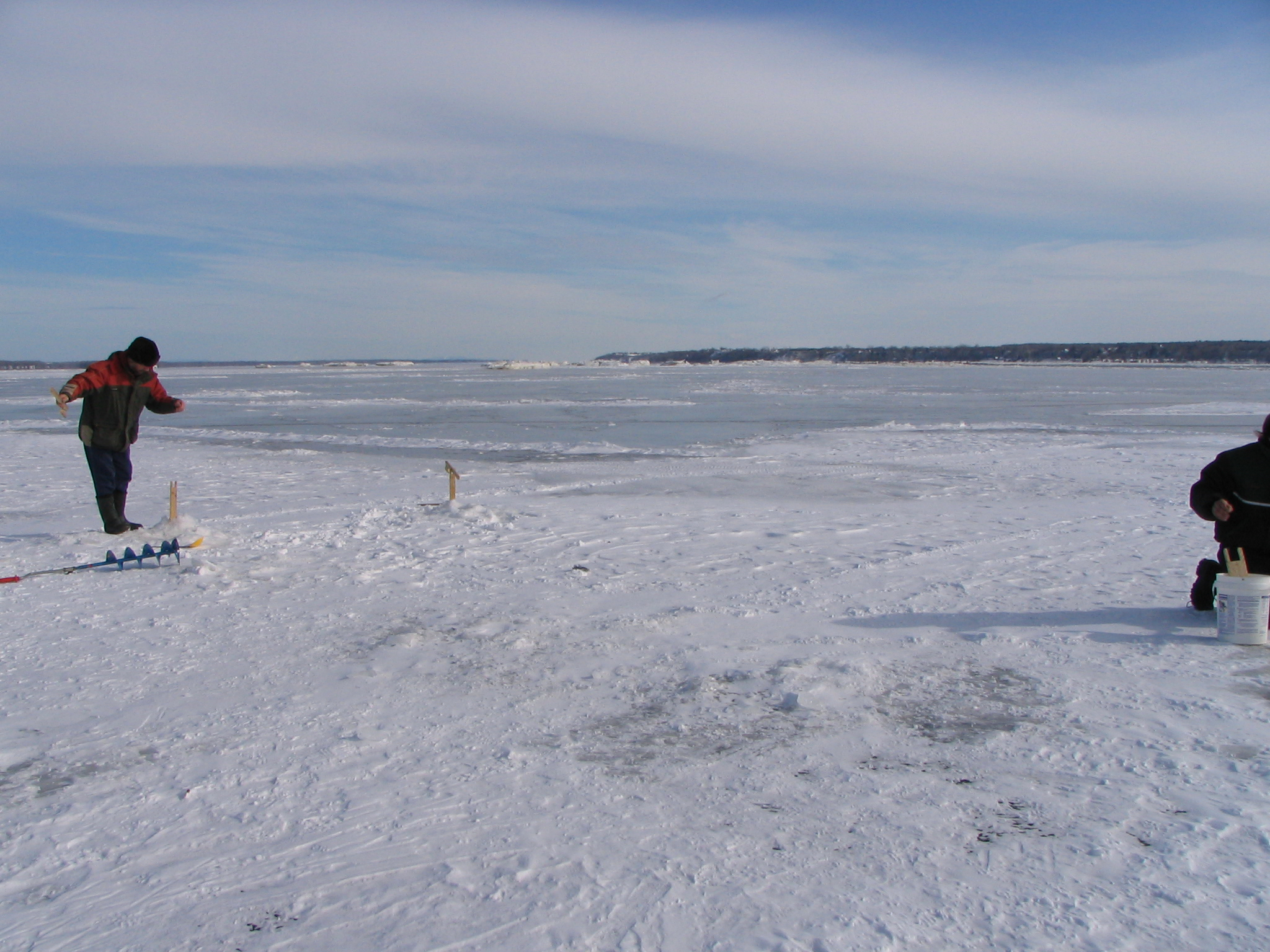
Embouchure de la rivière Batiscan (Québec)

En hydrographie, une rivière est un cours d'eau au débit moyen à modéré (supérieur à 2 m3/s), recevant des affluents et qui se jette dans une autre rivière ou dans un fleuve.
En français courant, une rivière est un cours d'eau d'une certaine importance, inférieure subjectivement à celle d'un fleuve, sans autre égard à son débouché.
Pourtant cette affirmation est erronée au regard de la définition hydrographique. En effet, il n'est pas rare de rencontrer des fleuves qui sont plus « petits » que certaines rivières (à titre d'exemples : la Saône à Lyon, qui présente un lit et un débit importants, reste une rivière. À l'inverse, l'Huveaune, fleuve côtier marseillais, présente un lit et un débit beaucoup plus restreints). 
Quand le substrat le permet (porosité suffisante), la rivière peut être accompagnée d'un compartiment écologique parallèle où l'eau s'écoule plus lentement, dit compartiment sous-fluvial.

## Présentation
L'origine de la rivière s'appelle la source. La rivière coule dans un chenal appelé le lit, qui chemine dans les terres jusqu'au terme de la rivière, l'embouchure. Celle-ci peut donner dans une autre rivière, un fleuve (on parle alors de confluent pour désigner l'embouchure) ou un lac. Certaines rivières s'assèchent progressivement en arrivant dans une zone aride, et n'ont pas d'embouchure à proprement parler ; on parle alors d'endoréisme.
Chaque rivière collecte et stocke l'eau d'un sous-bassin versant, l'ensemble de ces sous-bassins constituant le bassin versant d'un fleuve. Les rivières ont divers faciès et abritent divers écosystèmes, de la source à leur embouchure. On parle de torrent si la pente est forte et le courant rapide. La berge porte généralement une large bande boisée, la ripisylve. On parle de forêt galerie si la canopée est jointive au-dessus de la rivière.
D'une manière générale, le lit de la rivière suit la topologie des lieux, :
- si le lit est canalisé dans la roche, la rivière ne pourra pratiquement pas modifier son lit quelle que soit la pente du parcours (sauf érosion très lente par les matières solides transportées par l'eau) ;
- si le lit est non forcé dans la roche, la rivière (alors classifiée « libre ») adoptera son trajet selon un critère capital : la pente du lit et de l'eau par rapport à la valeur critique 3 %[réf. nécessaire] :
  - en dessous de 3 %, l'eau s'adapte au terrain et ne modifie pas son lit,
  - à 3 % le trajet tendra à être rectiligne, c'est l'équilibre de la rivière qui prend le chemin direct,
  - au-dessus de 3 %, la rivière creuse des méandres qui augmentent en taille avec l'augmentation de la pente du terrain (et ralentissent la vitesse de l'eau en augmentant la longueur du trajet et par conséquent en réduisant la pente du parcours allongé pour tendre vers 3 % en moyenne du trajet) ;
- l'importance du méandrage est également liée à la quantité de matières solides transportées par la rivière : plus elles sont de grosse taille et nombreuses, plus elles ralentissent le débit de l'eau, même en pente forte supérieure à 3 % ; elles ont alors pour conséquence un méandrage moindre.

## Environnement
Les rivières font partie des zones humides abritant de nombreux habitats et diverses espèces, dont certaines sont migratrices. Dans l'hémisphère nord, des espèces telles que saumons, castors, loutres, écrevisses, invertébrés, et plantes et algues y jouent des fonctions importantes. Certaines de ces espèces sont menacées, inscrites sur des listes rouges ou espèces protégées par la législation environnementale. Certains habitats menacés ou d'intérêt européen peuvent relever de la Directive habitats.
Les rivières en collectant les eaux du micro-bassin versant sont aussi le réceptacle de nombreuses pollutions (domestiques, urbaines, industrielle, agricoles), ce qui explique que les organismes d'eau douce comptent parmi les espèces les plus menacées dans le monde. Certaines rivières sont en contact direct avec la nappe qui les alimente. En France la pollution par les eaux usées domestiques et industrielles a fortement régressée, mais en dépit des plans nitrates successifs et du plan Ecophyto, la plupart des rivières sont encore concernées par une pollution chronique par les nitrates et les pesticides. En 2010-2011, des pesticides étaient retrouvés sur « 89 % des points de mesure en métropole » (pour 56 % des points des départements d'outre-mer, hors Guyane). « Plus de 20 pesticides différents sont décelés sur plus de 26 % des points de mesure ». Pour l'écologie du paysage, les rivières (et leurs berges et milieux associés) jouent un rôle majeur de corridor biologique, que la loi (Lois Grenelle) demande de ne pas artificiellement fragmenter sans mesure compensatoire efficaces permettant aux espèces de circuler le plus normalement dans tout le cours d'eau.
Selon une étude en 2010, 80 % de la population mondiale vit dans des zones où l'état des rivières menace gravement l'accès à l'eau pour les populations humaines. Cette étude internationale est basée sur une modélisation informatique prenant en compte 23 facteurs de stress (taux d'urbanisation, développement agricole et industriel, captage d'eau, niveau de pollution, etc.) pour évaluer la santé des plus grandes rivières du monde.
Sur substrat fragile, la rivière sauvage est erratique, avec des zones d'érosion et de dépôt. Dans la nature, ces phénomènes sont normaux et utiles à la diversité des habitats, mais ils sont peu compatibles avec la propriété privée. Le génie végétal ou le génie écologique stabilisent efficacement ce type de berges, largement fragilisées par la disparition des ripisylves. Rats musqués, vaches, chevaux et humains peuvent aussi « dégrader » les berges.
Dans le haut de certains bassins versants, des obstacles naturels et barrages de castor peuvent contribuer à réguler et adoucir le débit de l'eau, en limitant les inondations, sans empêcher la remontée des poissons migrateurs, en posant moins de problèmes que les gros obstacles artificiels (barrages, ponts…) qui peuvent boucher le passage des migrateurs. Ces « gués » naturels peuvent aussi diminuer le caractère fragmentant de nombreuses rivières pour de nombreuses espèces ; les rivières ont été utilisées pour la boisson et la pêche, pour le cresson et comme moyens de transports dès la Préhistoire (transport de personnes ou marchandises ou matériaux).
Elles ont ensuite été utilisées pour l'irrigation, l'arrosage, pour abreuver le bétail, comme source de matériaux (galets, gravier, sable, sédiment) et pour la force de l'eau, utile aux forges et moulins à eau (à grain ou à fouler le drap ou battre le métal, etc.) et plus tardivement pour produire de l'électricité (barrage hydroélectrique, petite hydroélectricité ou comme source de frigories (pour le refroidissement des centrales nucléaires notamment). Au XXe siècle, diverses pratiques de loisir se sont également développées en rivière : raft, canoë, kayak, canyoning, pêche de loisir.

## Droit
Selon les pays, divers droits coutumiers et lois précisent ou règlent les droits et devoirs des riverains, des pêcheurs et des usagers. Dans un même pays, une rivière peut avoir des statuts différents selon le segment considéré.

## Galerie

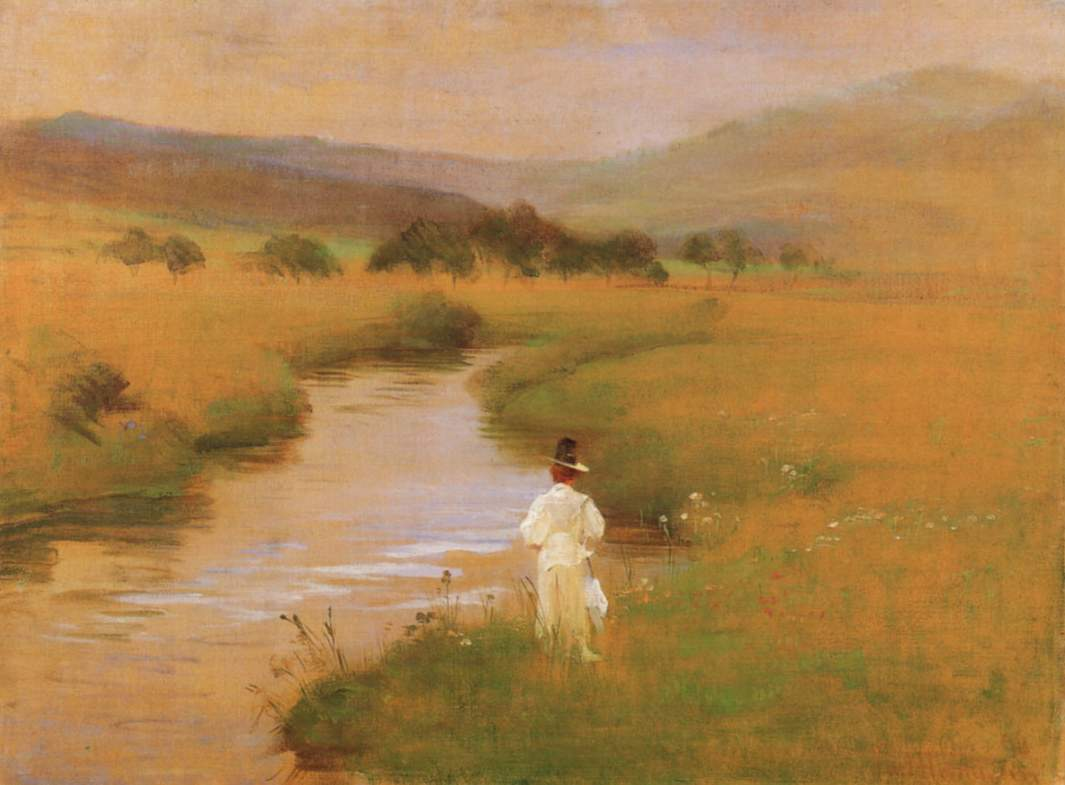
Curt Herrmann (en), 1896.
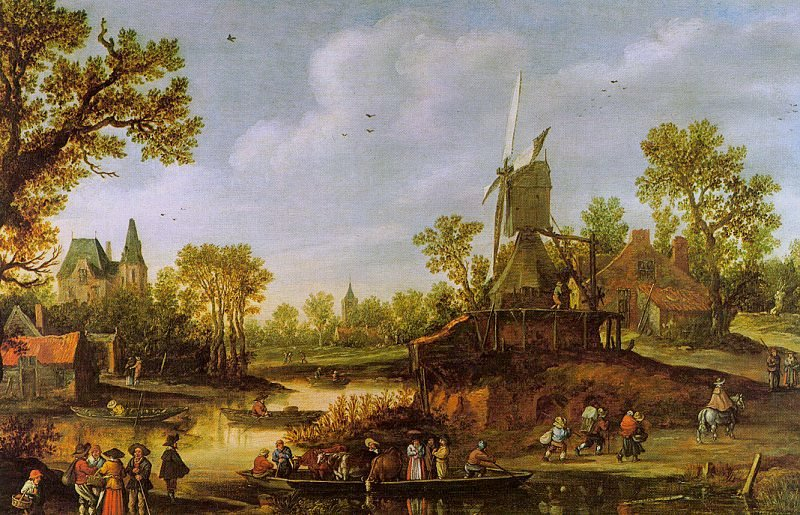
Jan van Goyen, 1625.